# Marcq-en-Ostrevent
Marcq-en-Ostrevent település Franciaországban, Nord megyében. Lakosainak száma 751 fő (2022. január 1.). Marcq-en-Ostrevent Émerchicourt, Wasnes-au-Bac, Féchain, Fressain, Marquette-en-Ostrevant és Monchecourt községekkel határos.

## Népesség
A település népességének változása:
| Lakosok száma | 704  | 719  | 731  | 736  | 744  | 748  | 755  | 762  | 751  |
|               | 2013 | 2015 | 2016 | 2017 | 2018 | 2019 | 2020 | 2021 | 2022 |